# Claudia Castellucci
Claudia Castellucci (Cesena, 1958) è una drammaturga, coreografa e insegnante italiana.

## Biografia
Claudia Castellucci nasce a Cesena nel 1958 dove frequenta il Liceo. In seguito frequenta l'indirizzo di pittura presso l'Accademia di belle arti di Bologna dove fonda la Socìetas Raffaello Sanzio assieme al fratello Romeo ed a Chiara Guidi, partecipando alla ideazione e creazione degli spettacoli della compagnia tra il 1981 ed il 2006.
Nel 2006 la compagnia si trasforma Societas, proponendo così nuovi percorsi distinti e singoli dei tre artisti. Da questo momento inizia un percorso personale di ricerca che si dirigerà sempre più verso la coreografia e la danza. Nel 2020 Claudia Castellucci ha ricevuto il Leone d’Argento per la sezione danza della Biennale di Venezia curata da Marie Chouinard, con lo spettacolo Fisica dell’aspra comunione con musiche di Olivier Messiaen eseguite dal vivo da Matteo Ramon Arevalos.

## Saggi
- Il teatro della Societas Raffaello Sanzio. Dal teatro iconoclasta alla super-icona, Ubulibri, 1992, ISBN 9788877482129. - scritto con Romeo Castellucci
- Uovo di bocca. Scritti lirici e drammatici, Bollati Boringhieri, 2000.
- Epopea della polvere. Il teatro della Socìetas Raffaello Sanzio : Amleto, Masoch, Orestea, Giulio Cesare, Genesi, Ubulibri, 2001, ISBN 9788877482129. - scritto con Romeo Castellucci e Chiara Guidi
- Setta. Scuola di tecnica drammatica, Quodlibet, 2015, ISBN 9788874626557.
- Bollettini della danza. Argomenti della Scuola di Movimento Ritmico Mòra, Cesena, Edizioni Sete, 2019, ISBN 9788894449105.
- Bollettino di Catalysi, Edizioni Sete, 2023, ISBN 9788894449167.